# Heinrich Bosse (Literaturwissenschaftler)
Heinrich Bosse (* 22. Februar 1937 in Riga) ist ein deutscher Literaturwissenschaftler.

## Leben
Er studierte Germanistik, Geschichte und Anglistik in Göttingen, Exeter und Berlin. Nach der Promotion über Theorie und Praxis bei Jean Paul war er DAAD-Lektor in Turku (1967–1970) und Montreal (1970–1973). Er war Akademischer Rat am Deutschen Seminar der Albert-Ludwigs-Universität Freiburg, pensioniert seit 2002. Seit 1980 ist er Mitglied der Baltischen Historischen Kommission.
Seine Forschungsschwerpunkte sind Sozialgeschichte der Akademiker im 18. Jahrhundert, Jakob Michael Reinhold Lenz (1751–1792), Probleme der Bildungsgeschichte und Analyse von Geschichten.

## Schriften (Auswahl)
- Theorie und Praxis bei Jean Paul. § 74 der „Vorschule der Ästhetik“ und Jean Pauls erzählerische Technik, besonders im „Titan“. Bonn 1970, ISBN 3-416-00646-1.
- Autorschaft ist Werkherrschaft. Über die Entstehung des Urheberrechts aus dem Geist der Goethezeit. 2. Aufl. Paderborn 2014, ISBN 3-506-99352-6.
- mit Ulrich Lampen: Das Hineinspringen in die Totschlägerreihe. Nicolas Borns Roman „Die Fälschung“. München 1991, ISBN 3-7705-2699-6.
- mit Harald Neumeyer: „Da blüht der Winter schön“. Musensohn und Wanderlied um 1800. Freiburg im Breisgau 1995, ISBN 3-7930-9116-3.
- mit Ursula Renner: Literaturwissenschaft – Einführung in ein Sprachspiel. 2. Aufl. Freiburg 2010 (Rombach Grundkurs. 3).
- mit Otto-Heinrich Elias und Thomas Taterka (Hg.): Baltische Literaturen in der Goethezeit. Würzburg 2011. - Darin: Gedichte von einem pohlnischen Juden (1772). Isaschar Falkensohn Behr und sein Verleger Jakob Friedrich Hinz, S. 187–229.
- Bildungsrevolution 1770-1830. Mit einem Gespräch. Hg. von Nacim Ghanbari (Reihe Siegen. Beiträge zur Literatur-, Sprach- und Medienwissenschaft 169). Heidelberg 2012.
- Medien, Institutionen und literarische Praktiken der Aufklärung. Dortmund 2021.